# Якобсон, Ивар
Ивар Ялмар Якобсон (швед. Ivar Hjalmar Jacobson; 2 сентября 1939 года) — шведский учёный в области информатики, внёсший вклад в развитие UML, RUP, аспектно-ориентированного программирования.

## Биография
Родился в Истаде 2 сентября 1939 года.
В 1962 году защитил магистерскую диссертацию по электротехнике в Техническом университете Чалмерса в Гётеборге.
В 1985 году получил степень доктора философии в Королевском технологическом институте в Стокгольме, защитив работу по языковым конструкциям в больших системах реального времени.
По окончании университета работал в Ericsson. В апреле 1987 года создал собственную фирму — Objective Systems. В 1991 году Ericsson выкупила контрольный пакет акций Objective, фирма была переименована в Objectory AB. Около 1992 года Якобсон описал процесс разработки программного обеспечения OOSE (англ. object-oriented software engineering).
В октябре 1995 года Ericsson передал Objectory в корпорацию Rational Software. В ней Якобсон начал работать с Гради Бучем и Джеймсом Рамбо. Наряду с Рамбо и Бучем, Якобсон становится участником группы «трёх амиго», возглавивших работы по созданию процесса, получившего название Rational Objectory Process (ROP), а также распространению унифицированного процесса, ставшего основой для унифицированного языка моделирования (UML).
В 2003 году Rational Software была куплена IBM, Якобсон работал в образованном подразделении IBM исполнительным техническим консультантом до мая 2004 года, после чего покинул корпорацию.
В середине 2003 года основал компанию Ivar Jacobson Consulting.
В настоящее время[уточнить] Якобсон возглавляет проект SEMAT, посвящённый созданию единой теории, способной стать фундаментальным научным основанием для процесса разработки программного обеспечения. Ядро SEMAT было одобрено комитетом по стандартизации OMG и принято как свободный стандарт.

## Публикации
- 1992. Object-Oriented Software Engineering: A Use Case Driven Approach (ACM Press) With Magnus Christerson, Patrik Jonsson & Gunnar Overgaard. Addison-Wesley, 1992, ISBN 0-201-54435-0
- 1994. The Object Advantage: Business Process Reengineering With Object Technology (ACM Press). With M. Ericsson & A. Jacobson. Addison-Wesley, ISBN 0-201-42289-1
- 1997. Software Reuse: Architecture, Process, and Organization for Business Success (ACM Press). With Martin Griss & Patrik Jonsson. Addison-Wesley, 1997, ISBN 0-201-92476-5
- 1999. The Unified Software Development Process. With Grady Booch & James Rumbaugh. Addison-Wesley Professional, 1999, ISBN 0-201-57169-2
- 2004. The Unified Modeling Language Reference Manual (2nd Edition). With Grady Booch & James Rumbaugh. Addison-Wesley Professional, 2004, ISBN 0-321-24562-8
- 2004. Aspect-Oriented Software Development With Use Cases (Addison-Wesley Object Technology Series). With Pan-Wei Ng. Addison-Wesley, ISBN 0-321-26888-1
- 2005. The Unified Modeling Language User Guide (2nd Edition). With Grady Booch & James Rumbaugh. Addison-Wesley Professional, 2005, ISBN 0-321-26797-4
- 2013. The Essence of Software Engineering - Applying the SEMAT Kernel. With Pan Wei Ng, Paul Mc Mahon, Ian Spence and Svante Lidman. Addison-Wesley, 2013, ISBN